# میکروسکوپ الکترونی گسیل میدانی
میکروسکوپ الکترونی گسیل میدانی (FESEM) یک نوع از میکروسکوپ الکترونی‌‌‌ پیشرفته است که برای ثبت تصویر با بزرگ‌نمایی بسیار بالا از ساختار مواد مورد استفاده قرار می‌گیرد. میکروسکوپ الکترونی گسیل میدانی معمولاً در خلاء بالا انجام می‌شود زیرا مولکول‌های گاز تمایل دارند پرتو الکترونی و الکترون‌های ثانویه و پس‌پراکنده ساطع‌شده را که برای تصویربرداری استفاده می‌شود، مختل کنند. با این حال با توجه به کوچکتر بودن ناحیه پرتو الکرونی نسبت به میکروسکوپ‌های الکترونی معمولی، شدت خلاء باید بیشتر باشد. میکروسکوپ الکترونی گسیل میدانی بیشتر زمانی استفاده می‌شود که برای یک نمونه مشخص میکروسکوپ الکترونی روبشی، به دلیل وضوح بالاتر نتواند مورفولوژی واضح یا خوبی ارائه دهد. اصول عملکرد این دستگاه منطبق با میکروسکوپ‌های الکترونی روبشی است و تنها در روش تولید الکترون و خصوصیات پرتو الکترونی تفاوت وجود دارد.
در این میکروسکوپ منبع الکترونی که برای تصویربرداری با وضوح بالا طراحی شده و برای انواع مختلف مواد مناسب است، گسیل میدانی است، که از تفنگ الکترونی گسیل میدانی (FEG) برای انتشار الکترون استفاده می‌کند. میکروسکوپ الکترونی روبشی که از تفنگ الکترونی گسیل میدانی به‌عنوان منبع الکترون استفاده می‌کند، میکروسکوپ الکترونی روبشی گسیل میدانی (FESEM) نامیده می‌شود.

## تاریخچه
در میکروسکوپ‌های الکترونی اولیه از رشته تنگستن گرم‌شده به‌عنوان منبع الکترون استفاده می‌شد، که به‌عنوان ساطع‌کننده حرارتی شناخته می‌شود. توسعه کاتدهای هگزابورید لانتانیم (LaB6) که در سال ۱۹۷۵ جایگزین تنگستن شد، به پیشرفت عملکرد میکروسکوپ‌ها کمک کرد به طوریکه هنوز هم در بسیاری از ابزارها یافت می‌شود. در این منابع، حرارت عامل انتشار الکترون می‌باشد که از طریق جریان الکتریکی بالا، پرتو الکترونی ساطع می‌کند. اگرچه منابع حرارتی ارزان و قابل اعتماد است، اما  پرتو تولیدشده روشنایی کمی دارد و به‌دلیل حرارت بالا فیلامان دچار تبخیر رشته‌ای یا به اصطلاح رانش حرارتی می‌شود که عملکرد نوری را به‌ویژه در وضوح بالا محدود می‌کند. علاوه بر این استفاده از ولتاژ بالا در میکروسکوپ گسیل میدانی کلاسیک باعث شده است که این دستگاه قادر به تولید تصاویر با وضوح بالا برای بسیاری از نمونه‌هایی که تحمل گرما ندارند (مانند مواد بیولوژیکی و پلیمری) نباشد.
میکروسکوپ الکترونی روبشی گسیل میدانی (FESEM) که توسط اروین مولر در سال ۱۹۳۶ اختراع شد، ابزاری قدرتمند برای مطالعه مورفولوژی مواد در مقیاس مولکولی است. این دستگاه قادر است که شواهد توپوگرافی و عنصری را در بزرگنمایی های تا ۳۰۰٬۰۰۰ برابر با عمق میدان تقریباً نامحدود ارائه دهد. در مقایسه با میکروسکوپ گسیل میدانی معمولی، میکروسکوپ الکترونی گسیل میدانی تصاویر واضح‌تر و با تحریف الکترواستاتیکی کمتر و وضوحی تا  0.5 نانومتر را ارائه می‌دهد که سه تا شش برابر نسبت به میکروسکوپ گسیل میدانی افزایش یافته است. اولین میکروسکوپ الکترونی گسیل میدانی قابل استفاده، در سال ۱۹۶۸ توسط پروفسور کرو در آزمایشگاه ملی آرگون توسعه یافت.

## نحوه عملکرد
به طور کلی، میکروسکوپ الکترونی گسیل میدانی طرز کاری مشابه میکروسکوپ گسیل میدانی دارد و تنها تفاوت عمده میان آن‌ها در منابع تولید الکترون‌های اولیه است. در مقایسه با میکروسکوپ گسیل میدانی که از منابع حرارتی برای تولید الکترون استفاده می‌کند، میکروسکوپ الکترونی گسیل میدانی برای انتشار پرتوهای الکترونی به میدان الکتریکی متکی است. در تفنگ الکترونی نشر میدانی همانند نشر حرارتی یک سیم تنگستن وجود دارد که در نوک آن یک المان تک کریستال با جنس تنگستن با نوک خیلی تیز در حدود ۵۰ نانومتر وجود دارد، اما به جای حرارت دادن برای تشکیل الکترون‌های اولیه، از یک میدان الکتریکی خیلی قوی برای جدا شدن الکترون‌ها از سطح کریستال تنگستن استفاده می‌شود. در میکروسکوپ الکترونی گسیل میدانی الکترون‌ها به‌دلیل میدان الکتریکی ایجادشده از سرعت بالاتری برای رسیدن به سطح نمونه برخوردار می‌شوند، که همین باعث کاهش طول موج الکترون‌ها می‌شود. این امر منجر به ایجاد تصویری با قدرت تفکیک مناسب‌تر نسبت به میکروسکوپ های میکروسکوپ گسیل میدانی معمولی می‌شود. این تفنگ‌ها در یک پتانسیل الکتریکی کم (حدود ۰/۰۲ تا ۵ کیلوولت) الکترون‌های کم‌انرژی و پرانرژی را به‌شدت متمرکز می‌کنند و وضوح نقطه ای (Spatial Resolution) را افزایش می‌دهند. بهره‌گیری از این روش به‌دلیل عدم نیاز به انرژی حرارتی برای غلبه بر پتانسیل سطحی فیلامان، موجب می‌شود که سطح نمونه آسیب نبیند. در این نوع از تفنگ الکترونی از دو آند استفاده می‌شود: اولی در فاصله کمی از کریستال تنگستن که وظیفه استخراج و هدایت الکترون‌ها را بر عهده دارد و دومی در فاصله دور تر که باعث شتاب‌گیری و تمرکز پرتو الکترونی می‌شود و ولتاژ بالاتری دارد.

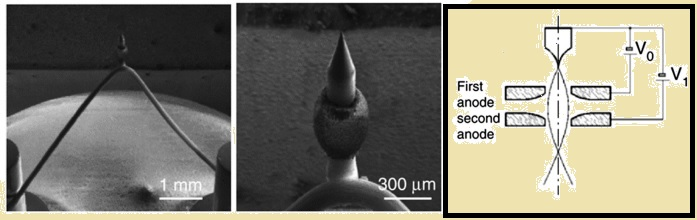
نمونه‌ی از تفنگ نشر میدانی

علاوه بر این، با وجود ولتاژ شتاب کم (زیر ۵ کیلو ولت)، تصاویر توپوگرافی سطحی با وضوح بالاتر نیز می‌تواند تولید شود، به‌‌صورتی که وضوح تا ۱ نانومتر به‌دلیل کاهش حجم برهمکنش ادعا شده است.
مشابه آماده‌سازی نمونه در میکروسکوپ گسیل میدانی، سطح نمونه‌های میکروسکوپ الکترونی گسیل میدانی هم باید رسانا باشد تا اثرات شارژ نمونه‌ها کاهش یابد و کیفیت تصویر بهبود یابد. در مورد نمونه عایق ، پوشش سطح آن با یک لایه نازک از یک ماده رسانا با حداقل ضخامت (۰/۵ تا ۳ نانومتر)، حاوی اندازه دانه ریز کوچکتر از قطر پروب، کنتراست تصویر را در مواد با چگالی کم بدون تأثیر بر ظاهر نمونه بهبود می‌بخشد.

## تفنگ‌های گسیل میدانی
تفنگ‌های گسیل میدانی در میکروسکوپ الکترونی گسیل میدانی در سه دسته تقسیم‌بندی می‌شوند:

#### منبع گسیل میدانی سرد (cold field emission)
در میکروسکوپ گسیل میدانی، انتشار الکترون در دمای اتاق عمل می‌کند و صرفاً به میدان الکتریکی تحت‌تأثیر بین الکترودها بستگی دارد. با توجه به قطر کم پرتو الکترونی و ناحیه گسیل، با وجود جریان کم پرتو الکترونی ساطع‌شده، می‌توان به روشنایی بالایی دست یافت. با این وجود، پس از یک دوره کارکرد طولانی، لایه‌های گاز جذب‌شده در نوک FEG تشکیل می‌شوند و می‌توانند باعث انتشار جریان ناپایدار شوند. لایه‌های گاز را می‌توان با فرآیند چشمک‌زن، یک انفجار کوتاه از گرمایش نوک در حدود ۲۵۰۰ کلوین حذف کرد.

#### منبع گسیل میدانی حرارتی (thermal field emission)

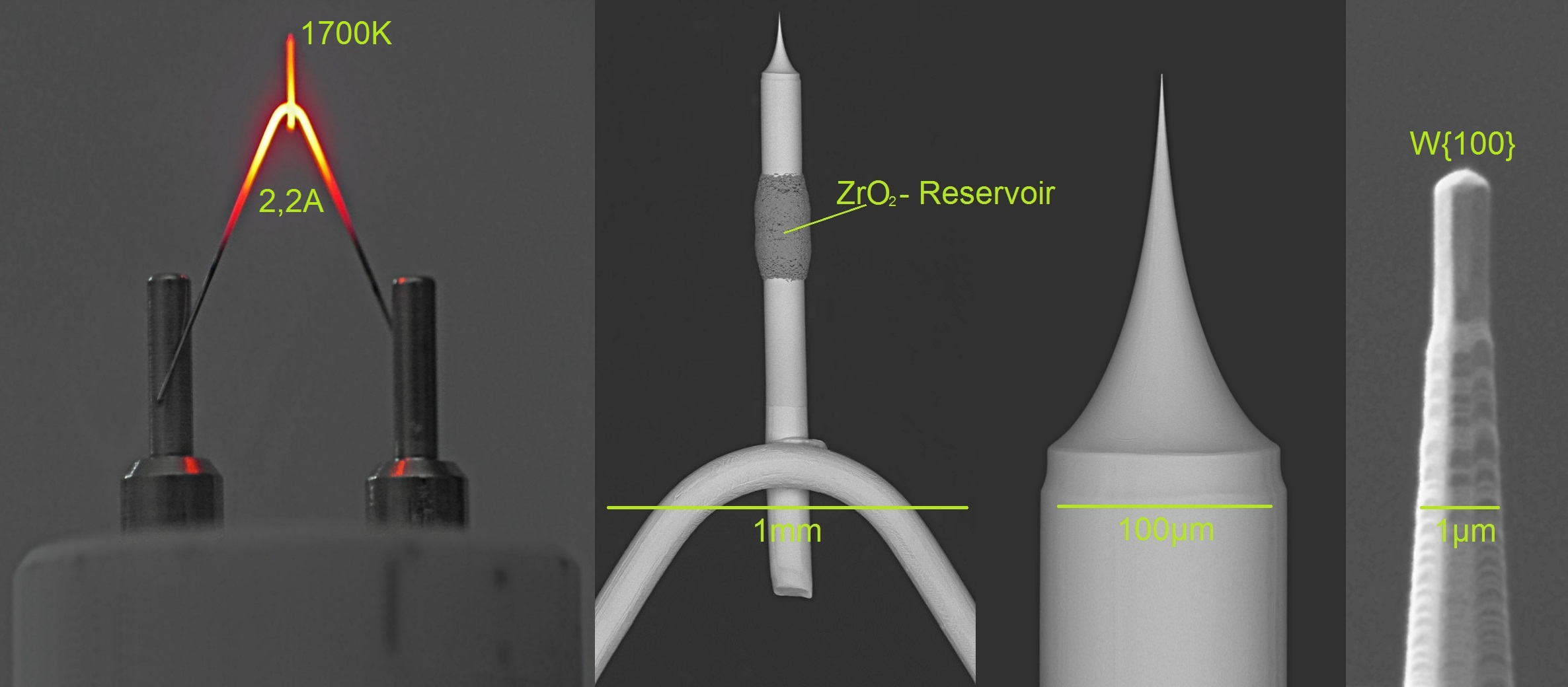
منبع گسیل میدانی حرارتی و منبع شاتکی

تفنگ‌های TFE در دمای بالا (۱۸۹۹ کلوین) کار می‌کنند که موجب می‌شود جذب مولکول‌های گاز بر روی نوک تفنگ کاهش یافته و پایداری تابش الکترون، حتی در خلاء‌های پایین‌تر، بهبود یابد.

#### منبع گسیل شاتکی (Schottky emission)
منبع‌های گسیل شاتکی، دارای منابع بزرگتری در انرژی مشابه نسبت به میکروسکوپ‌های گسیل میدانی هستند. این امر باعث می‌شود ولتاژ منابع الکترونی قوی‌تر باشد؛ بدین ترتیب از لرزش‌ها جلوگیری می‌کنند. در این تفنگ‌ها از گسیلنده‌های تک‌بلور تنگستن لایه‌نشانی‌شده با اکسید زیرکونیوم استفاده می‌شود.

## مزایا و معایب میکروسکوپ الکترونی گسیل میدانی نسبت به میکروسکوپ الکترونی معمولی
انتشار حرارتی الکترون‌ها منجر به آلودگی بستر می‌شود که در منابع الکترونی گسیل میدان رخ نمی‌دهد.
در روش میکروسکوپ گسیل میدانی، وضوح ۳-۷ نانومتر قابل دست‌یابی است، درحالی‌که در میکروسکوپ الکترونی گسیل میدانی وضوح ۱ نانومتر یا بهتر است.
لایه رسانا پوشش‌داده‌شده بر روی نمونه‌ای که بعداً توسط میکروسکوپ الکترونی گسیل میدانی تصویربرداری می‌شود باید بسیار نازک و یکنواخت باشد و در مقایسه با آنچه برای تصویربرداری میکروسکوپ گسیل میدانی مورد نیاز است، اندازه دانه‌های ظریف‌تری داشته باشد.
کنتراست بهتر در تصویربرداری مواد با چگالی کم از طریق تکنیک میکروسکوپ الکترونی گسیل میدانی امکان‌پذیر است.
در میکروسکوپ الکترونی گسیل میدانی، منبع الکترون در حین کار به محیط خلاء بالاتری (بالاتر از {\displaystyle 10^{-}9} تور) نیاز دارد تا از پایداری الکترون اطمینان حاصل شود و از آلودگی کاتد جلوگیری شود.
منابع الکترونی میکروسکوپ الکترونی گسیل میدانی از پایداری جریان کم پرتو رنج می‌برند.